# Tombe d'Esdras

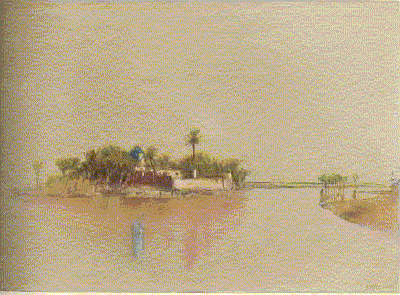
Tombe d'Esdras vue par l'artiste de guerre Donald Maxwell c. 1918

La tombe d'Esdras ou d'Ezra (en arabe : العزير Al-ʻUzair, Al-ʻUzayr, Al-Azair) est située dans la province de Maysan en Irak sur la rive ouest du Tigre. Elle est considérée comme étant le lieu où a été enterré Esdras. La ville qui s'est établie autour de la tombe se nomme Al-ʻUzair.

## Histoire
L'historien juif Flavius Josèphe a écrit qu'Esdras est mort et a été enterré dans la ville de Jérusalem. Des centaines d'années plus tard, néanmoins, une tombe à son nom est apparue en Irak en 1050,.
On croyait au Moyen Âge que les tombes d'anciens prophètes produisaient une lumière divine et il se disait que, certaines nuits, une « illumination » s'échappait de la tombe d'Esdras. Dans son ouvrage sur les lieux de pèlerinage, Yasin al-Biqai écrivit qu'une lumière descendait sur la tombe. Les marchands juifs, entre le XIe siècle et le XIIIe siècle, qui faisaient commerce avec l'Inde se rendaient sur la tombe alors qu'ils rentraient en Égypte,. Le célèbre voyageur juif Benjamin de Tudèle a visité la tombe et a rendu compte des hommages que lui faisaient Juifs et Musulmans. Un autre voyageur juif, Juda al-Ḥarizi, entendit une histoire alors qu'il visitait la tombe : un berger aurait vu cet endroit 160 ans plus tôt. Alharizi déclara qu'il ne croyait pas aux histoires d'illumination entourant le site mais, après sa visite, il dit avoir vu clairement une lumière venue du ciel frapper la tombe. Il décrivit cette lumière comme la « gloire de Dieu ». Le rabbin Petahia de Ratisbonne fit un témoignage similaire.

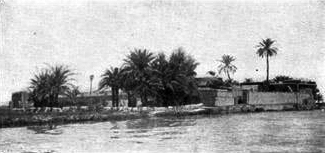
Photographie de la tombe d'Esdras datant du début du XXe siècle

Au XIXe siècle, Sir Austen Henry Layard suggéra que la tombe originelle avait été balayée par les changements du cours du Tigre car aucun des bâtiments mentionnés par Tudèle n'était visible au moment où il y fit une expédition lui-même. Le site reste néanmoins un lieu sacré aujourd'hui.

## Ville d'Al-Uzair
Al-Uzair est l'un des deux sous-districts du district de Qal'at Saleh dans la province de Maysan en Irak. La ville accueille une population de 14 000 habitants.